# NGC 7700
NGC 7700 este o galaxie situată în constelația Peștii. A fost descoperită în 18 noiembrie 1864 de către Albert Marth. Se află la o distanță de 70,81 de megaparseci de Pământ.